# Барраган, Мартин
Мартин Барраган Негрете (исп. Martín Barragán Negrete; род. 14 июля 1991 года в Тисапан-эль-Альто, Мексика) — мексиканский футболист, нападающий клуба «Пуэбла». Выступал за сборную Мексики.

## Клубная карьера
Барраган — воспитанник клуба «Атлас». 5 января 2014 года в матче против «Тихуаны» он дебютировал в мексиканской Примере. 39 марта в поединке против «Крус Асуль» Мартин сделал «дубль», забив свои первые голы за «Атлас». Летом 2017 года Барраган перешёл в «Некаксу». 30 июля в матче против «Тихуаны» он дебютировал за новую команду.

## Международная карьера
29 июня 2017 года в товарищеском матче против сборной Ганы Барраган дебютировал за сборную Мексики, заменив во втором тайме Анхеля Сепульведу. В том же году Мартин стал бронзовым призёром Золотого кубка КОНКАКАФ. На турнире он сыграл в матчах против Кюрасао и Ямайки.

## Достижения
Международные
 Мексика
- Золотой кубок КОНКАКАФ — 2017